# 오스틴 밀러

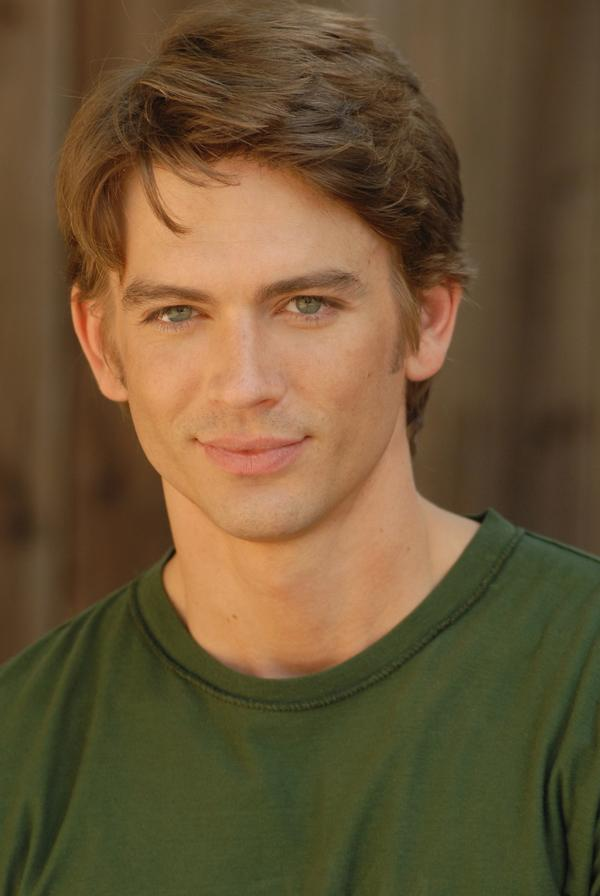

오스틴 밀러(Austin Miller, 1976년 6월 7일 ~ )는 미국의 배우, 텔레비전 배우이다.

## 영화
- 레스트리스 (2011년)
- 푸에토 발라타 스퀴즈 (2004년)
- 우리 생애 나날들 (1965년)